# Sussidio
Il sussidio è una sovvenzione in denaro, un finanziamento a cui lo Stato provvede con degli assegni erogati sotto forma di restituzione dell'imposta sul reddito, secondo dei limiti di reddito.

## Requisiti
Lo stato sociale dei vari Stati nel mondo regolamenta l'istituto in modo diverso, generalmente si possono ad esempio percepire gli assegni familiari per:
- I figli del coniuge.
- I bambini in affidamento, se vivono all'interno del nucleo familiare da un lungo periodo.
- I figli dei propri figli, se sono stati accolti nel proprio nucleo familiare.

## Il ruolo in economia
Il sussidio in economia si applica sulle esportazioni. Un sussidio alle esportazioni è una somma di denaro che ricevono i produttori nazionali che vendono i loro prodotti all'estero; incentivando le esportazioni, tale sussidio aumenta il prezzo interno dei beni esportati.
Le ragioni per cui un governo interviene sul commercio internazionale del proprio paese sono legate, di solito, a preoccupazioni relative alla distribuzione del reddito, alla protezione di settori ritenuti particolarmente importanti o all'equilibrio della bilancia dei pagamenti. Tuttavia, indipendentemente da quale di questi motivi ne sia la causa, l'erogazione di sussidi alle esportazioni, come l'imposizione di dazi sulle importazioni, hanno degli effetti sulle ragioni di scambio di un paese.

## Effetti di un sussidio alle esportazioni
Dazi e sussidi sono spesso considerati espressioni di politiche commerciali fondamentalmente analoghe, poiché entrambi sembrano favorire i produttori nazionali; in realtà, però, i loro effetti sulle ragioni di scambio sono molto diverse.
Per spiegare gli effetti di un sussidio alle esportazioni immaginiamo in sistema di mercato dove esistono solo due paesi (A e B) e che la produzione sia solo di 2 beni, quindi saranno solo 2 i prodotti scambiati, cioè cibo (f) e stoffa (c). Supponiamo che il paese A offra un sussidio del 20% sul valore della stoffa esportata. L'effetto di questo sussidio sul prezzo interno della stoffa sarà di farlo aumentare del 20% relativamente al prezzo del cibo e questo indurrà i produttori di A ad aumentare la produzione di stoffa e a diminuire la produzione di cibo, mentre i consumatori modificheranno in modo opposto la composizione dei loro consumi.
Il sussidio aumenterà l'offerta relativa mondiale di stoffa e ne diminuirà la domanda relativa mondiale, portando l'equilibrio ad un punto più basso. Dunque un sussidio alle esportazioni offerto in A peggiora le ragioni di scambio di A e migliora quelle di B.

## Sussidio come soluzione alle esternalità
Lo Stato, invece di tassare una esternalità negativa nella produzione, fornisce un sussidio per la loro riduzione. Tale sussidio dovrebbe essere pari alla differenza tra il beneficio marginale sociale della riduzione dell'esternalità negativa e il beneficio marginale privato dell'impresa che produce l'esternalità. Esso comporta un costo per la collettività in generale, in quanto per essere finanziato si impongono tasse in altri settori. Il livello di produzione dell'esternalità negativa diminuirà grazie al sussidio, ma non sarà efficiente in quanto l'impresa produttrice non tiene conto del costo del sussidio per la collettività (sussidio pigouviano).

## Dati statistici mondiali
Questa statistica è stata realizzata dalle Nazioni Unite Fonte
| Paese               | Sussidio economico (miliardi di dollari) | Anno |
| ------------------- | ---------------------------------------- | ---- |
| Stati Uniti         | 24                                       | 2006 |
| Regno Unito         | 12                                       | 2006 |
| Giappone            | 11                                       | 2006 |
| Francia             | 11                                       | 2006 |
| Germania            | 10                                       | 2006 |
| Paesi Bassi         | 5                                        | 2006 |
| Emirati Arabi Uniti | 5                                        | 2004 |
| Svezia              | 4                                        | 2006 |
| Canada              | 4                                        | 2007 |
| Spagna              | 4                                        | 2006 |
| Italia              | 4                                        | 2006 |
| Norvegia            | 3                                        | 2006 |
| Danimarca           | 2                                        | 2006 |
| Australia           | 2                                        | 2006 |
| Belgio              | 2                                        | 2006 |
| Svizzera            | 2                                        | 2006 |
| Austria             | 1                                        | 2006 |
| Finlandia           | 1                                        | 2007 |
| Irlanda             | 1                                        | 2006 |
| Arabia Saudita      | 0                                        | 2009 |
| Corea del Sud       | 0                                        | 2006 |
| Grecia              | 0                                        | 2006 |
| Portogallo          | 0                                        | 2006 |
| Lussemburgo         | 0                                        | 2006 |
| Nuova Zelanda       | 0                                        | 2006 |
| Islanda             | 0                                        | 2004 |